# 한큐 전차

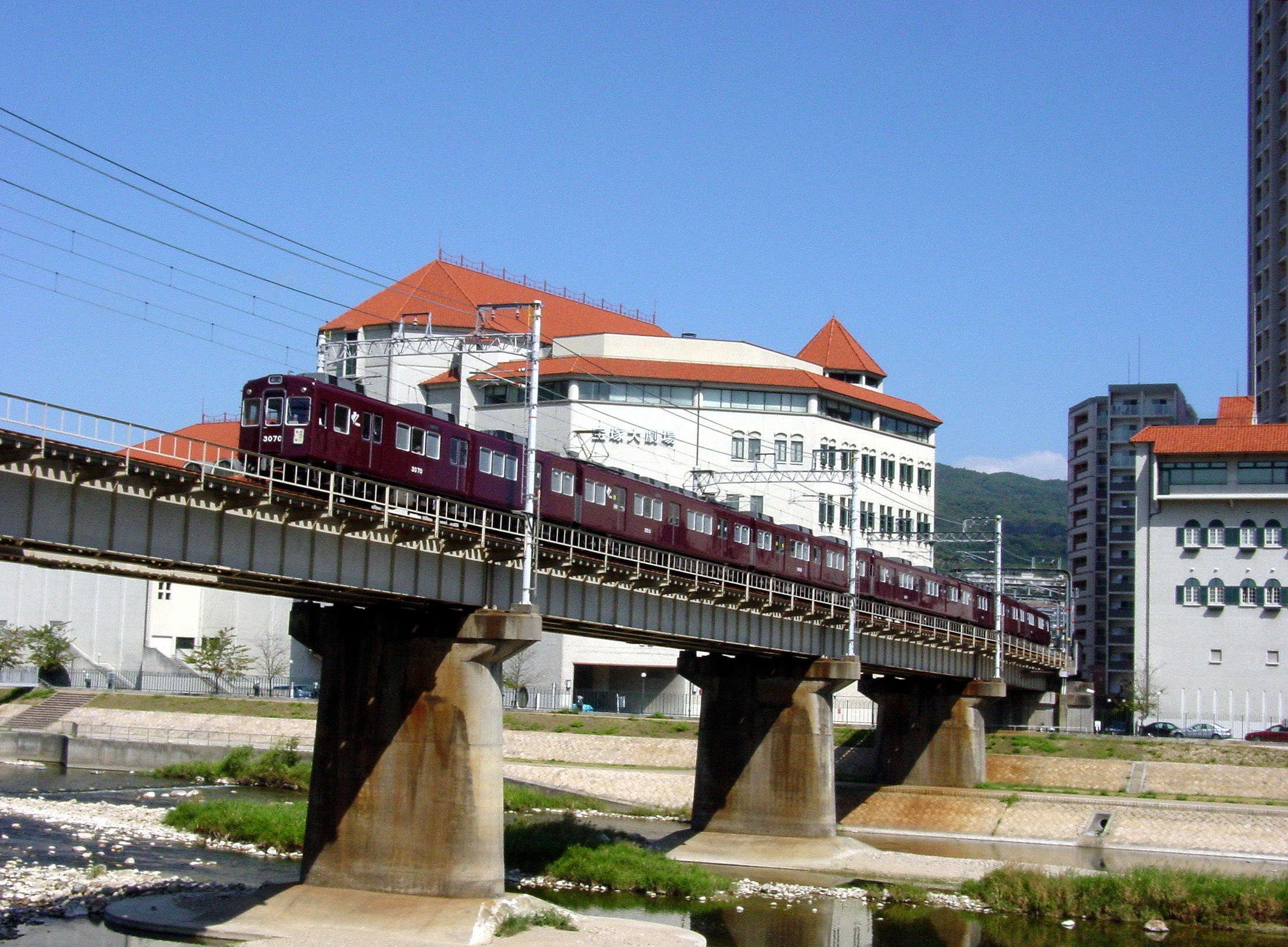
이야기의 무대가 되는 한큐 이마즈 선의 전차 - 타카라즈카 시

한큐 전차(일본어: 阪急電車)는 일본의 소설가·아리카와 히로의 연작 단편 소설집이다.

## 개요
효고현 타카라즈카 시의 한큐 타카라즈카 역부터 효고 현 니시노미야시의 니시노미야 키타구치 역을 지나 한큐 이마즈 역까지를 잇는 한큐 이마즈 선. 한큐 코베 본선과의 접속 역이며 운전 계통이 분할되는 니시노미야 키타구치 역부터 타카라즈카 역까지는, 소요 불과 14분의 미니 노선이다. 이 작품은 그 타카라즈카-니시노미야 키타구치의 8개 역을 무대로 해, 그 승객이 구성하는 여러 에피소드를, 한 번의 왕복에 해당하는 전 16화로 묘사한다.

## 영화
《한큐 전차 편도 15분의 기적》(일본어: 阪急電車 片道15分の奇跡)은 로컬 전차를 무대로 한 하트풀 군상극 영화이다.

### 캐스트
- 타카세 쇼코 - 나카타니 미키
- 모리오카 미사 - 토다 에리카
- 이토 야스에 - 미나미 카호
- 콘다와라 미호 - 타니무라 미츠키
- 카도타 에츠코 - 아리무라 카스미
- 하기와라 아미 - 아시다 마나
- 코사카 케이치 - 카츠지 료
- 카츠야 - 코야나기 유
- 마유미 - 아이부 사키 (우정 출연)
- 하네다 켄스케 - 스즈키 료헤이 (우정 출연)
- 피로연의 회장 계 - 오오스기 렌 (특별 출연)
- 코미네 히나코 - 야스 메구미
- 코바야시 역의 직원 - 키쿠치 킨야
- 카도타 에츠코의 친구 - 모리타 스즈카
- 히구치 쇼코 - 타카스 루카
- 켄고 - 타카하시 츠토무
- 토오야마 류타 - 타마야마 테츠지
- 하기와라 토키에 - 미야모토 노부코 (젊은 시절의 토키에:쿠로카와 메이)

### 스태프
- 감독 - 미야케 요시시게 (칸사이 TV)
- 각본 - 오카다 요시카즈
- 음악 - 요시마타 료
- 주제가 - aiko 〈홈〉 (포니캐년)
- 편집 - 후시마 신이치
- VFX - IMAGICA, digidelic
- 로케 협력 - 효고 로케 지원 넷, 코베 필름 오피스, 니시노미야시, 타카라즈카 시 외
- 카메라 - EOS MOVIE (협력:캐논 마케팅 재팬)
- 기술 협력 - 이케다야
- 스튜디오 - 닛카츠 촬영소
- Special Thanks - 한큐 전철 및 그룹 각 사
- 제작 - 〈한큐 전차〉 제작 위원회(칸사이 TV, 덴츠, 겐토샤, 한큐 전철, 포니캐년, 요미우리 신문사, 요미우리 TV)
- 제작 프로덕션 - COCOON
- 배급 - 토호

### 스핀오프 드라마
《한큐 전철~편도 15분의 기적~ 세이시와 유키의 이야기》는 2011년 4월 1 일부터 29일까지 매주 금요일 총 5회가 au LISMO 채널에서 전달되었다. 또한 2011년 5월 1일 25:40 - 26:10에이 프로그램이 간사이 TV에서 방송되었다.

#### 캐스트
- 세이시: 나가이 마사루
- 유키: 시라이시 미호

#### 스태프
- 감독·각본: 미야자키 아키오
- 제작: KDDI, 간사이 TV
- 주제가: SAY〈Tears On Earth〉(EMI MUSIC JAPAN)

## 같이 보기
- 한큐 전철